# Leptodynerus arabicus
Leptodynerus arabicus är en stekelart som beskrevs av Giordani Soika 1970. Leptodynerus arabicus ingår i släktet Leptodynerus och familjen Eumenidae. Inga underarter finns listade i Catalogue of Life.